# Internationaux de Nouvelle-Calédonie 2013
L'Internationaux de Nouvelle-Calédonie 2013 è stato un torneo professionistico di tennis maschile giocato sul cemento. È stata la 10ª edizione del torneo che fa parte dell'ATP Challenger Tour nell'ambito dell'ATP Challenger Tour 2013. Si è giocato a Nouméa in Nuova Caledonia dal 31 dicembre 2012 al 6 gennaio 2013.

## Partecipanti singolare

### Teste di serie
| Nazionalità | Giocatore                   | Ranking* | Testa di serie |
| ----------- | --------------------------- | -------- | -------------- |
| Belgio      | Steve Darcis                | 93       | 1              |
| Francia     | Florent Serra               | 118      | 2              |
| Francia     | Marc Gicquel                | 152      | 3              |
| Francia     | Jonathan Dasnières de Veigy | 154      | 4              |
| Canada      | Peter Polansky              | 180      | 5              |
| Spagna      | Adrián Menéndez Maceiras    | 187      | 6              |
| Francia     | Adrian Mannarino            | 191      | 7              |
| Israele     | Amir Weintraub              | 195      | 8              |

- Ranking al 24 dicembre 2012.

### Altri partecipanti
Giocatori che hanno ricevuto una wild card:
- Lucas Pouille
- Jose Statham

Giocatori passati dalle qualificazioni:
- Maxime Chazal
- Nicolas Ernst
- Nicolas N'Godrela
- Dane Propoggia

## Partecipanti doppio

### Teste di serie
| Nazionalità   | Giocatore                | Nazionalità   | Giocatore      | Ranking1 | Testa di serie |
| ------------- | ------------------------ | ------------- | -------------- | -------- | -------------- |
| Rep. Ceca     | Lukáš Dlouhý             | Australia     | Jordan Kerr    | 205      | 1              |
| Spagna        | Adrián Menéndez Maceiras | Ucraina       | Denys Molčanov | 248      | 2              |
| Australia     | Dane Propoggia           | Israele       | Amir Weintraub | 458      | 3              |
| Nuova Zelanda | Artem Sitak              | Nuova Zelanda | Jose Statham   | 568      | 4              |

- Ranking al 24 dicembre 2012.

### Altri partecipanti
Coppie che hanno ricevuto una wild card:
- Maxime Chazal /  Nicolas Ernst
- Julien Delaplane /  Nicolas N'Godrela
- Isaac Frost /  Leon Frost

## Campioni

### Singolare
- Adrian Mannarino ha battuto in finale  Andrej Martin,  6–4, 6–3

### Doppio
- Samuel Groth /  Toshihide Matsui hanno battuto in finale  Artem Sitak /  Jose Statham con il punteggio di 7–6(6), 1–6, [10–4]